# Елоді Буше

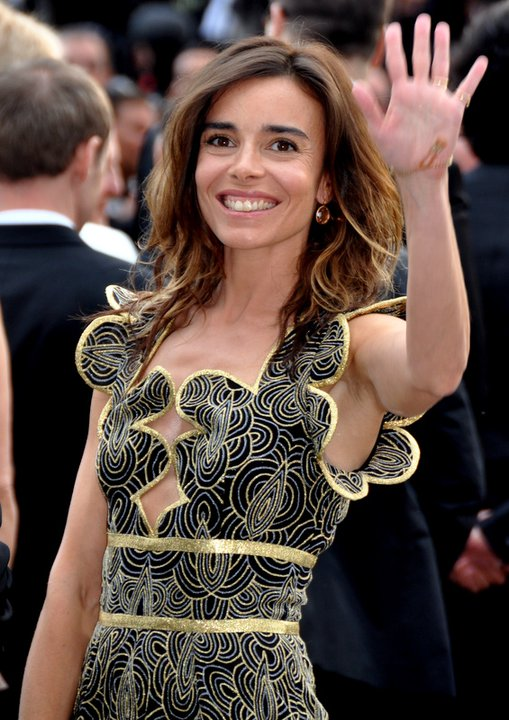
На Каннському кінофестивалі, 2011

Елоді́ Буше́, у шлюбі Буше-Бангальте́ (фр. Élodie Bouchez-Bangalter; нар. 5 квітня 1973) — французька акторка. Лауреатка премії «Сезар». Найвідоміші ролі: Рене Рієн у п'ятому сезоні серіалу «Шпигунка» і Мате Альварес у фільмі «Дикі очерети».

## Життєпис
Елоді Буше народилася 5 квітня 1973 року в передмісті Парижа Монтрей. 
З 13 років почала працювати фотомоделлю, а в 16-річному віці знялася у фільмі Сержа Генсбура «Стен-ексгібіціоніст». 
Після цього її почали запрошувати інші режисери, а у 1994 році вона зіграла у фільмі «Дикі очерети», після якого стала однією з найвідоміших французьких акторок. За роль в цьому фільмі Елоді отримала премію «Сезар» у категорії «Найперспективніша акторка».
У 1998 році Буше знялася у фільмі «Уявне життя ангелів», за який отримала премію Каннського кінофестивалю як «Найкраща акторка».
Восени 2005 року Елоді Буше приєдналася до акторського складу американського телесеріалу «Шпигунка» у його п'ятому і останньому сезоні. Вона зіграла роль вбивці Рене Рієн, яка неофіційно працює на ЦРУ. Елоді також була запрошеною зіркою серіалу «Секс в іншому місті» (2006-2007).

### Приватне життя
Елоді Буше одружена з ді-джеєм та композитором Томасом Бангальте з групи Daft Punk. Пара живе в Беверлі-Гіллз (Каліфорнія), у них двоє дітей — Тара-Джей (англ. Tara-Jay) і Роксан (англ. Roxan).
Композитор Девід Мід написав про неї пісню Élodie.

## Фільмографія
| Рік       |    | Українська назва                            | Оригінальна назва                           | Роль                    |
| --------- | -- | ------------------------------------------- | ------------------------------------------- | ----------------------- |
| 1990      | ф  | Стен-ексгібіціоніст                         | Stan the Flasher                            | Наташа                  |
| 1990—1991 | с  | Les compagnons de l'aventure                | Les compagnons de l'aventure                | ім'я персонажа невідоме |
| 1992      | кф | Усі хлопці                                  | Tous les garçons                            | ім'я персонажа невідоме |
| 1993      | ф  | Танго                                       | Tango                                       | дівчина у літаку        |
| 1993      | ф  | Вкрадений зошит                             | Le cahier volé                              | Віржині                 |
| 1993      | тф | Незавершений лист                           | La lettre inachevée                         | Мішель                  |
| 1994      | с  | 3000 scénarios contre un virus              | 3000 scénarios contre un virus              | Джулі                   |
| 1994      | кф | Слова кохання                               | Les mots de l'amour                         | донька                  |
| 1994      | с  | Кордьє — вартові порядку                    | Les cordier, juge et flic                   | Софі Амон               |
| 1994      | тф | Шпильки                                     | Les brouches                                | Сандрін                 |
| 1994      | ф  | Юна загроза                                 | Le péril jeune                              | Софі                    |
| 1994      | ф  | Дикі очерети                                | Les roseaux sauvages                        | Мате Альварес           |
| 1994      | с  | Tous les garçons et les filles de leur âge… | Tous les garçons et les filles de leur âge… | Мате Альварес           |
| 1995      | ф  | Найпрекрасніший вік                         | Le plus bel âge…                            | Дельфін                 |
| 1996      | ф  | Мадемуазель Ніхто                           | Mademoiselle Personne                       | ім'я персонажа невідоме |
| 1996      | ф  | Забиті до смерті                            | Clubbed to Death                            | Лола                    |
| 1996      | ф  | На повній швидкості                         | À toute vitesse                             | Жулі                    |
| 1996      | ф  | Власниця                                    | The Proprietor                              | молода дівчина          |
| 1997      | ф  | Примари суботнього вечора                   | Les fantômes du samedi soir                 | ім'я персонажа невідоме |
| 1997      | кф | Уже Різдво                                  | C'est Noël déjà                             | продавчиня млинців      |
| 1997      | ф  | Гонитва за божеством                        | La divine poursuite                         | Анжел                   |
| 1997      | ф  | Стріляючі зірки                             | Le ciel est à nous                          | Лола / Маргарита        |
| 1997      | ф  | Згорілі в раю                               | Flammen im Paradies                         | Жоржетт / Жульєтт       |
| 1998      | кф | Я хочу спуститися                           | Je veux descendre                           | ім'я персонажа невідоме |
| 1998      | ф  | Уявне життя ангелів                         | La vie rêvée des anges                      | Ізабель «Іза» Тостен    |
| 1998      | ф  | Зона                                        | Zonzon                                      | Кармен                  |
| 1998      | ф  | Я б не хотів померти у неділю               | J’aimerais pas crever un dimanche           | Тереза                  |
| 1998      | ф  | Луїза (дубль 2)                             | Louise (Take 2)                             | Луїза                   |
| 1998      | ф  | Викрадачі                                   | Les kidnappeurs                             | Клер                    |
| 1999      | ф  | Смерть дурепи                               | Meurtre d'une petite grue                   | ім'я персонажа невідоме |
| 1999      | ф  | Коханці                                     | Lovers                                      | Жанна                   |
| 1999      | тф | Перший сніг                                 | Premières neiges                            | Леа                     |
| 2000      | ф  | Помилка Вольтера                            | La faute à Voltaire                         | Люсі                    |
| 2000      | ф  | Надто багато плоті                          | Too Much Flesh                              | Жульєтт                 |
| 2001      | ф  | Шукаю тебе (Агент «Бабка»)                  | CQ                                          | Марлен                  |
| 2001      | ф  | Наголошені звуки                            | The Beatnicks                               | Ніка                    |
| 2001      | ф  | Хлопчик-мізинчик                            | Le petit poucet                             | людоїдка                |
| 2001      | ф  | Просвітлення                                | Being Light                                 | Жюстін                  |
| 2002      | ф  | Мрії про злочин                             | Dreams of Trespass                          | ім'я персонажа невідоме |
| 2002      | ф  | Дивна одіссея одного ідіота                 | La merveilleuse odyssée de l'idiot Toboggan | ім'я персонажа невідоме |
| 2002      | ф  | Війна у Парижі                              | La guerre à Paris                           | Ана Марія               |
| 2003      | ф  | Обітниця мовчання                           | Le pacte du silence                         | Гаель / Сара            |
| 2003      | ф  | Непогожа погода                             | Stormy Weather                              | Кора                    |
| 2004      | кф | До чого приведе голосування за еколога?     | À quoi ça sert de voter écolo?              | Анжел                   |
| 2004      | ф  | Америка Браун                               | America Brown                               | Розі                    |
| 2004      | кф | Ти, старина                                 | Toi, vieux                                  | Еліна                   |
| 2005      | ф  | Смерть вегетаріанцям                        | Shooting Vegetarians                        | дівчина в кав'ярні      |
| 2005      | ф  | Бріс Прекрасний                             | Brice de Nice                               | Жанна                   |
| 2005      | ф  | Пробачте, ненависники                       | Sorry, Haters                               | Елоїза                  |
| 2005—2006 | с  | Шпигунка                                    | Alias                                       | Рене Рієн               |
| 2006—2007 | с  | Секс в іншому місті                         | The L Word                                  | Клод Мондріан           |
| 2007      | ф  | Моє місце під сонцем                        | Ma place au soleil                          | Жюлі                    |
| 2007      | ф  | Герої                                       | Héros                                       | Ліза                    |
| 2007      | ф  | Ненавиджу чужих дітей                       | Je déteste les enfants des autres           | Сесіль                  |
| 2007      | ф  | Життя після нього                           | Après lui                                   | Лаура                   |
| 2007      | ф  | Який батько, така донька                    | Tel père telle fille                        | Сандра                  |
| 2008      | ф  | Двоє в порожньому Парижі                    | Seuls Two                                   | Жульєтт                 |
| 2009      | тф | Мила Франція                                | Douce France                                | Мюріель                 |
| 2010      | ф  | Імперіалісти все ще живі                    | The Imperialists Are Still Alive!           | Азія                    |
| 2010      | ф  | Кілька щасливців                            | Happy Few                                   | Тері                    |
| 2013      | ф  | Тур де Шанс                                 | La grande boucle                            | Сільвія Нуель           |
| 2013      | ф  | Джульєтта                                   | Juliette                                    | Луїза                   |
| 2014      | ф  | Реальність                                  | Réalité                                     | Аліса                   |
| 2014      | ф  | Бути чи не бути                             | GHB: To Be or Not to Be                     | Джо                     |
| 2018      | ф  | Гі                                          | Guy                                         | молода Анна-Марі        |
| 2018      | ф  | Опіканець                                   | Pupille                                     | Аліса Ланглуа           |
| 2018      | ф  | Чорна смуга                                 | Fleuve noir                                 | Лола Беллель            |

## Визнання
| Нагороди та номінації                         | Нагороди та номінації | Нагороди та номінації                    | Нагороди та номінації | Нагороди та номінації |
| Нагорода                                      | Рік                   | Категорія                                | Фільм                 | Результат             |
| --------------------------------------------- | --------------------- | ---------------------------------------- | --------------------- | --------------------- |
| Каннський кінофестиваль                       | 1998                  | Найкраща акторка (разом з Наташою Реньє) | Уявне життя ангелів   | Перемога              |
| Премія товариства незалежного кіно Chlotrudis | 2000                  | Найкраща акторка                         | Уявне життя ангелів   | Номінація             |
| Кельнський фестиваль середземноморського кіно | 2001                  | Найкраща акторка                         | Помилка Вольтера      | Перемога              |
| Сезар                                         | 1995                  | Найперспективніша акторка                | Дикі очерети          | Перемога              |
| Сезар                                         | 1999                  | Найкраща акторка                         | Уявне життя ангелів   | Перемога              |
| Сезар                                         | 2019                  | Найкраща акторка                         | Опіканець             | Номінація             |
| Премія Едда (Ісландія)                        | 2003                  | Акторка року                             | Непогожа погода       | Номінація             |
| European Film Awards                          | 1998                  | Найкраща акторка                         | Уявне життя ангелів   | Перемога              |
| Премія «Люм'єр»                               | 1999                  | Найкраща акторка                         | Уявне життя ангелів   | Перемога              |
| Премія «Люм'єр»                               | 2019                  | Найкраща акторка                         | Опіканець             | Перемога              |